# José Carlos Fernández Piedra
José Carlos Fernández Piedra (Trujillo, 14 maggio 1983) è un ex calciatore peruviano con passaporto spagnolo, di ruolo attaccante.
È soprannominato "Zlatan" a causa della sua somiglianza fisica a Zlatan Ibrahimović.

## Carriera

### Club
Dal 2010 gioca nel Deportivo Quito, che lo aveva prelevato dall'Alianza Lima.

### Nazionale
In tre occasioni ha giocato con la Nazionale peruviana.

## Statistiche

### Cronologia presenze e reti in Nazionale
| Cronologia completa delle presenze e delle reti in nazionale ― Perù | Cronologia completa delle presenze e delle reti in nazionale ― Perù | Cronologia completa delle presenze e delle reti in nazionale ― Perù | Cronologia completa delle presenze e delle reti in nazionale ― Perù | Cronologia completa delle presenze e delle reti in nazionale ― Perù | Cronologia completa delle presenze e delle reti in nazionale ― Perù | Cronologia completa delle presenze e delle reti in nazionale ― Perù | Cronologia completa delle presenze e delle reti in nazionale ― Perù |
| Data                                                                | Città                                                               | In casa                                                             | Risultato                                                           | Ospiti                                                              | Competizione                                                        | Reti                                                                | Note                                                                |
| ------------------------------------------------------------------- | ------------------------------------------------------------------- | ------------------------------------------------------------------- | ------------------------------------------------------------------- | ------------------------------------------------------------------- | ------------------------------------------------------------------- | ------------------------------------------------------------------- | ------------------------------------------------------------------- |
| 04/09/2010                                                          | Toronto                                                             | Canada                                                              | 0 – 2                                                               | Perù                                                                | Amichevole                                                          | 1                                                                   |                                                                     |
| 08/09/2010                                                          | Fort Lauderdale                                                     | Giamaica                                                            | 1 – 2                                                               | Perù                                                                | Amichevole                                                          | 1                                                                   |                                                                     |
| 17/11/2010                                                          | Bogotà                                                              | Colombia                                                            | 1 – 1                                                               | Perù                                                                | Amichevole                                                          | -                                                                   |                                                                     |
| Totale                                                              |                                                                     | Presenze                                                            | 3                                                                   |                                                                     | Reti                                                                | 2                                                                   |                                                                     |